# Liste der Biografien/Korv
Liste der Biografien |
Portal Biografien |
Personensuche
# |
A |
B |
C |
D |
E |
F |
G |
H |
I |
J |
K |
L |
M |
N |
O |
P |
Q |
R |
S |
T |
U |
V |
W |
X |
Y |
Z |
?
 
Ka |
Kb |
Kc |
Kd |
Ke |
Kf |
Kg |
Kh |
Ki |
Kj |
Kl |
Km |
Kn |
Ko |
Kp |
Kr |
Ks |
Kt |
Ku |
Kv |
Kw |
Ky |
Kx |
Kz
 
Koa |
Kob |
Koc |
Kod |
Koe |
Kof |
Kog |
Koh |
Koi |
Koj |
Kok |
Kol |
Kom |
Kon |
Koo |
Kop |
Kor |
Kos |
Kot |
Kou |
Kov |
Kow |
Kox |
Koy |
Koz
 
Kora |
Korb |
Korc |
Kord |
Kore |
Korf |
Korg |
Korh |
Kori |
Korj |
Kork |
Korl |
Korm |
Korn |
Koro |
Korp |
Korr |
Kors |
Kort |
Koru |
Korv |
Korw |
Kory |
Korz
Die Liste der Biografien führt alle Personen auf, die in der deutschsprachigen Wikipedia einen Artikel haben. Dieses ist eine Teilliste mit 18 Einträgen von Personen, deren Namen mit den Buchstaben „Korv“ beginnt.

## Korv
- Kõrv, Jakob (1849–1916), estnischer Publizist, Literat, Schriftsteller und Journalist

### Korva
- Korva, Anita (* 1999), finnische Skilangläuferin
- Korval, Loïc (* 1988), französischer Judoka
- Korvald, Lars (1916–2006), norwegischer Politiker (Christlichen Volkspartei), Mitglied des Storting

### Korve
- Korven, Mark (* 1953), kanadischer Filmkomponist und Musiker
- Korver, Bok de (1883–1957), niederländischer Fußballspieler
- Korver, Kyle (* 1981), US-amerikanischer BasketballspielerKyle Korver (* 1981)

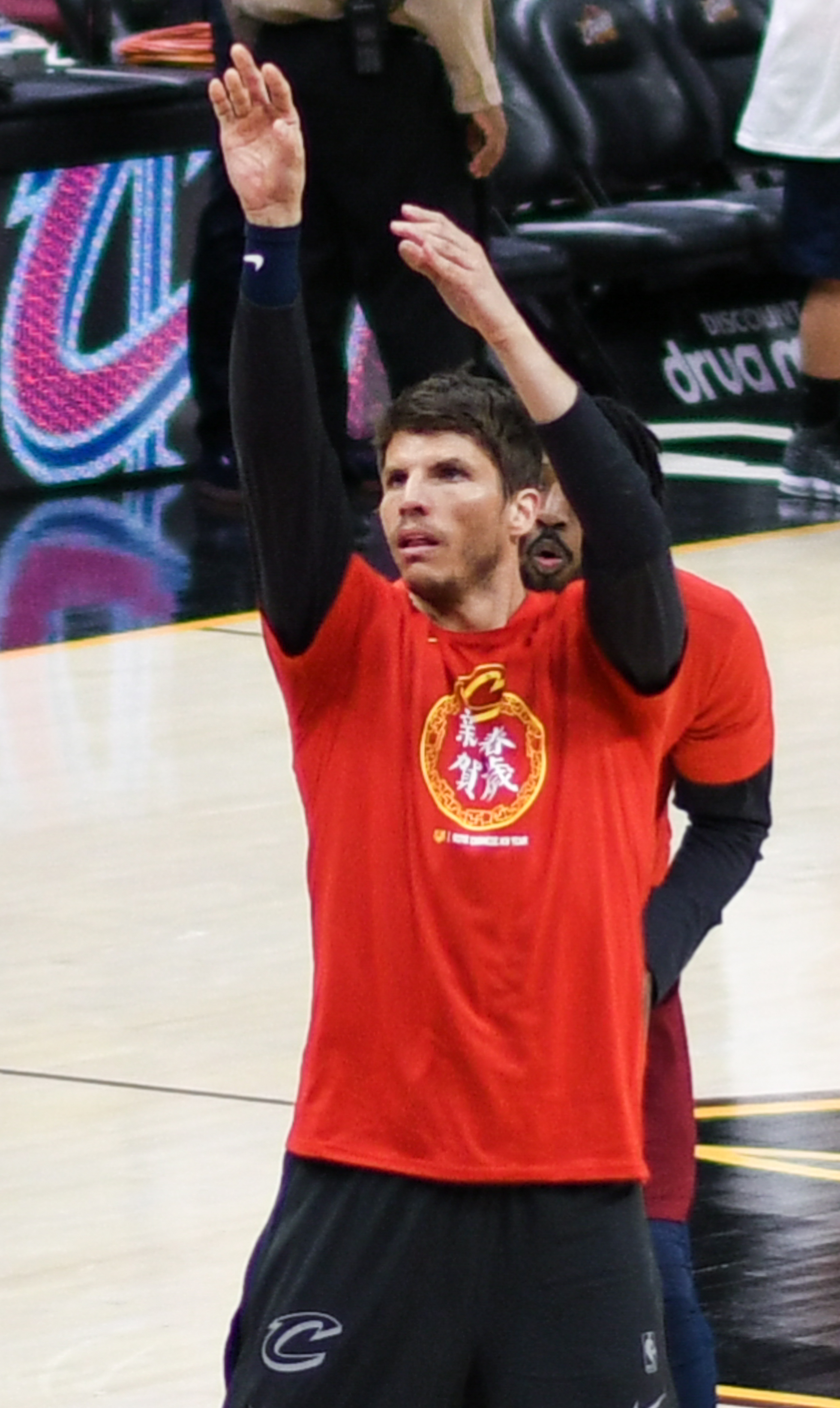
Kyle Korver (* 1981)

- Korver, Shariff (* 1982), niederländischer Filmregisseur
- Körvers, Heinz (1915–1942), deutscher Handballspieler
- Korves, Stephan (* 1963), deutscher Schauspieler
- Korvezee, Antonia Elisabeth (1899–1978), niederländische Chemikerin und Hochschullehrerin

### Korvi
- Korvin, Charles (1907–1998), ungarisch-US-amerikanischer Schauspieler
- Korvin, Lothar (1884–1957), österreichischer Maler, Radierer und Grafiker
- Korvin, Ottó (1894–1919), ungarischer Kommunist
- Korvin-Krasinski, Cyrill von (1905–1992), polnischer Theologe und Religionswissenschaftler
- Korvin-Krukovsky, Zoia (1903–1999), schwedische Künstlerin
- Korving, Robin (* 1974), niederländischer Leichtathlet
- Korving, Roy (* 1995), niederländischer Boxer